# 와일드 로봇
《와일드 로봇》(영어: The Wild Robot)은 2024년 개봉한 미국의 SF, 모험, 생존, 드라마 애니메이션 영화이다. 크리스 샌더스가 감독과 각본을 맡았으며, 피터 브라운의 동명 소설이 영화의 원작이다.

## 줄거리
로즈'는 입력되어 있지 않은 새로운 역할과 관계에 낯선 감정을 마주하고
겨울이 오기 전에 남쪽으로 떠나야 하는 '브라이트빌'을 위해
동물들의 도움을 받아 이주를 위한 생존 기술을 가르쳐준다.
그러나 선천적으로 몸집이 작은 '브라이트빌'은 짧은 비행도 힘겨워 하는데...
로봇 '로즈'와 아기 거위 '브라이트빌'은 특별한 기적을 일으킬 수 있을까?

## 성우진
- 루피타 뇽오 - 로줌 유닛 7134 / 로즈
- 페드로 파스칼 - 핑크
- 킷 코너 - 브라이트빌
- 캐서린 오하라 - 핑크테일
- 빌 나이 - 롱넥
- 스테퍼니 슈 - 본트라[3]
- 마크 해밀 - 손
- 맷 베리 - 패들러
- 빙 레임스 - 선더볼트

## 한국어 출연
- 윤아영 - 로줌 유닛 7134 / 로즈
- 김민주 - 브라이트빌
- 박주환 - 아기 브라이트빌
- 신경선 - 핑크
- 박상훈 - 패들러
- 김성연 - 핑크테일
- 구자형 - 롱넥
- 김채린 - 본트라
- 송준석 - 썬더볼트

## 기타
- 물감 붓터치 특유의 느낌이 녹아든, 2D 느낌의 3D 그림체인지라 배드 가이즈와 장화신은 고양이: 끝내주는 모험에서 선보인 스타일의 연장선상으로 보인다는 의견도 나오고 있다. 감독의 말에 따르면 이러한 그림체는 디즈니의 클래식 애니메이션과 미야자키 하야오의 작품들에서 영감을 얻었으며, '미야자키 숲 속의 모네 그림'이라고 묘사했다. 또한 개미, 엘도라도나 스피릿 등의 초기 드림웍스 애니들이 떠오른다는 평.